# Б
Б, б (be) é a segunda letra do alfabeto cirílico.
Representa /b/, a oclusiva bilabial sonora (como em boca). Na língua russa, б pode assumir o som de /p/ ao final de uma palavra, ou antes de uma consoante muda, e pronunciada como [bj] antes de uma vogal palatalizadora. Sua versão minúscula se parece com um seis, e não deve ser confundida com a letra Ve, cuja forma é semelhante ao B latino maiúsculo, mas que tem pronúncia [v]. Ambas as letras são derivadas do beta do alfabeto grego. Quando manuscritas, б parece-se com o delta minúsculo, δ.
O antigo nome de б é Buki. Não tinha valor numérico.
Em sérvio e macedônio, a forma em itálico pode variar, mas o regular deve parecer em outras línguas.

## Codificação
| Codificação  | Caixa | Decimal | Hexa | Octal  | Binário          |
| Unicode      | Alta  | 1041    | 0411 | 002021 | 0000010000010001 |
| Unicode      | Baixa | 1073    | 0431 | 002061 | 0000010000110001 |
| ISO 8859-5   | Alta  | 177     | b1   | 261    | 0010110001       |
| ISO 8859-5   | Baixa | 209     | d1   | 321    | 0011010001       |
| KOI 8        | Alta  | 226     | e2   | 342    | 0011100010       |
| KOI 8        | Baixa | 194     | c2   | 302    | 0011000010       |
| Windows 1251 | Alta  | 193     | c1   | 301    | 0011000001       |
| Windows 1251 | Baixa | 225     | e1   | 341    | 0011100001       |

A codificação HTML é:
- &#1041; ou &#x411; para caixa alta; e
- &#1073; ou &#x431; para caixa baixa.